# Стадион Фриц Валтер
Стадион Фриц Валтер је фудбалски стадион у немачком граду Кајзерслаутерн. Домаћин стадиона је друголигаш ФК Кајзерслаутерн. У току Светског првенства у фудбалу 2006. на овом стадиону је одиграно 5 утакмица. Стадион је направљен 1920. године и до данас му је проширен капацитет на 49.850 места.

## Галерија
- Јужна трибина
- Западна кривина
- Утакмица светског првенства 2006. између Аустралије и Јапана
- Северна трибина
- Источна трибина
- Светско првенство 2006.
- Светско првенство 2006.
- Светско првенство 2006.
- Поглед са североистока